# Lagúnahering
A lagúnahering (Alosa maeotica, korábban Caspialosa maeotica) a sugarasúszójú halak (Actinopterygii) osztályának heringalakúak (Clupeiformes) rendjébe, ezen belül a heringfélék (Clupeidae) családjába tartozó faj.

## Előfordulása
A lagúnahering elterjedési területe a Fekete- és az Azovi-tenger parti vizei, lagúnák és (ritkán) a folyótorkolatok (például Don). A korábban Kaszpi-tenger-i alfajnak vélt Alosa braschnikowit, manapság, önálló fajnak tekintenek.

## Megjelenése
A lagúnahering teste karcsú, heringszerű. Testhossza 30-40 centiméter, legfeljebb 50 centiméterig. 13-15 centiméteresen számítanak felnőttnek. Alsó és felső fejprofilja egyenes. A testmagasság a teljes hossznak kevesebb, mint egynegyede. Szemei kicsinyek, átmérőjük kisebb, mint a testhossz 6 százaléka. Hátúszója rövid. Oldalvonala nincs. A felső állkapocs erőteljes középső bemetszéssel; alsó állkapcsa a szem hátulsó szegélyéig ér. Az állkapocs és az ekecsont erősen fogazott. Mell- és hasúszói rövidek, kicsinyek. A 26-41 erős kopoltyútüske rövidebb, mint a kopoltyúlemezkék. Hátoldalának színe zöldesen vagy kékesen csillog, oldalai és a hasoldal ezüstszínűek. Hátúszója sötét szegélyű. A kopoltyúfedők mögött néha elmosódott sötét folt van.

## Életmódja
A lagúnahering télen a Fekete-tenger délkeleti felére vonul, a kaukázusi partvidékre. Egyaránt megél a sós-, édes- és brakkvízben is. A lagúnahering tápláléka gerinctelenek, főleg rákok, ezenkívül kishalak.
Legfeljebb 6 évig él.

## Szaporodása
Kora tavasszal (márciusban) a lagúnahering visszavándorol a nagy folyók torkolatába, ahol április és június között (az ívóhelyektől függően) ikrázik. A lagúnahering a Volga deltájába is behatol. Ezek a heringek 3 évesen ivarérettek, körülbelül 8 évig élnek.

## Felhasználása
Ezt a halfajt, iparilag csak kismértékben fogják ki.